# Jujutla
Jujutla es un distrito del municipio de Ahuachapán Sur del departamento de Ahuachapán en El Salvador, que limita con los municipios de Concepción de Ataco por el norte. San Francisco Menéndez y Tacuba al oeste, Acajutla y Guaymango por el sur y el este.
Para su administración el municipio se divide en 13 cantones, los cuales son: Barra de Santiago, El Diamante, Faya, Guayapa Abajo, Guayapa Arriba, Las Mesas, Los Amates, Rosario Abajo, Rosario Arriba, San Antonio del Medio, San José El Naranjo, Tihuicha y Zapua.

## Datos generales
Al norte y oeste se encuentra limitado por la cordillera Apaneca-Lamatepec y al sur por el océano Pacífico.
Villa Jujutla está rodeada de por dos ríos: Cauta y Rosario. Al norte está cultivado de café y al sur por sembrados de maíz y frijol principalmente.
El casco urbano no ha cambiado mucho en los últimos años; pero sí han progresado notablemente los cantones de su jurisdicción. El municipio tiene un área de 263,95 km² y tiene una población de 27 415 según el censo salvadoreño de 2024.
| Censo | Población | Cambio | Porcentaje |
| ----- | --------- | ------ | ---------- |
| 2007  | 28 599    | N/D    | N/D        |
| 2024  | 27 415    | -1 184 | -4.1%      |

## Historia
La fundación es un asentamiento nahua, por lo que es de origen precolombino. Jujutla significa en náhuat «Ciudad de las tumbas» y fue fundado en la época de la colonia en el año de 1513, perteneciendo a la provincia de los izalcos. El toponimio xuxutla deriva de las raíces “xuxuc”: sepultura, tumba, y “Tla”: ciudad. Por lo tanto Jujutla significa: «La ciudad de las tumbas», proveniente del gobernador Terry Santillan. Le fue otorgado el título de pueblo en el año de 1800, siendo incorporado al departamento de Sonsonate en el año 1824.
En el informe de mejoras materiales del departamento de Sonsonate hecho por el gobernador Teodoro Moreno en el 21 de junio de 1854, notó: "Se han limpiado y compuesto los solares y calles."
En el informe del 6 de septiembre el gobernador Tomás Medina, notó: "Se han compuesto los caminos reales de aquel pueblo."
El alcalde electo para el año de 1863 era el señor don Pioquinto Puguir.
En el informe del gobernador del departamento de Sonsonate, Antonio Ipiña, hecho en el 25 de diciembre de 1865, se hizo nota de que no tenía más que cabildo e iglesia de paja. Por esto se le dio orden de proponer arbitrios para hacerse de fondos con que atender a sus necesidades y estaba emplazada la municipalidad para el mes de enero de 1866.
El 31 de enero de 1870 se anexa al departamento de Ahuachapán al que pertenece actualmente.
Hay una leyenda local que cuenta que el pueblo estaba ubicado por el cantón Las Mesas, pero debido a un ataque de murciélagos vampiros la población fue trasladada a su actual ubicación.

## Comercio
El comercio es escaso, limitándose a ventas de primera necesidad y los cereales producidos por los campesinos del lugar.

## Educación y salud
Cuenta con un centro de estudio elemental y uno de educación media, pero se encuentran alrededor de 27 centros educativos elementales en los cantones. Hay un médico permanente contando con una unidad de salud.

## Turismo
Sus principales centros turísticos son: Parque Municipal, Playa Barra de Santiago, Parque Ecoturístico Las Cascadas de Don Juan, La Posa del Cajete, La Posa del Perol entre otros.

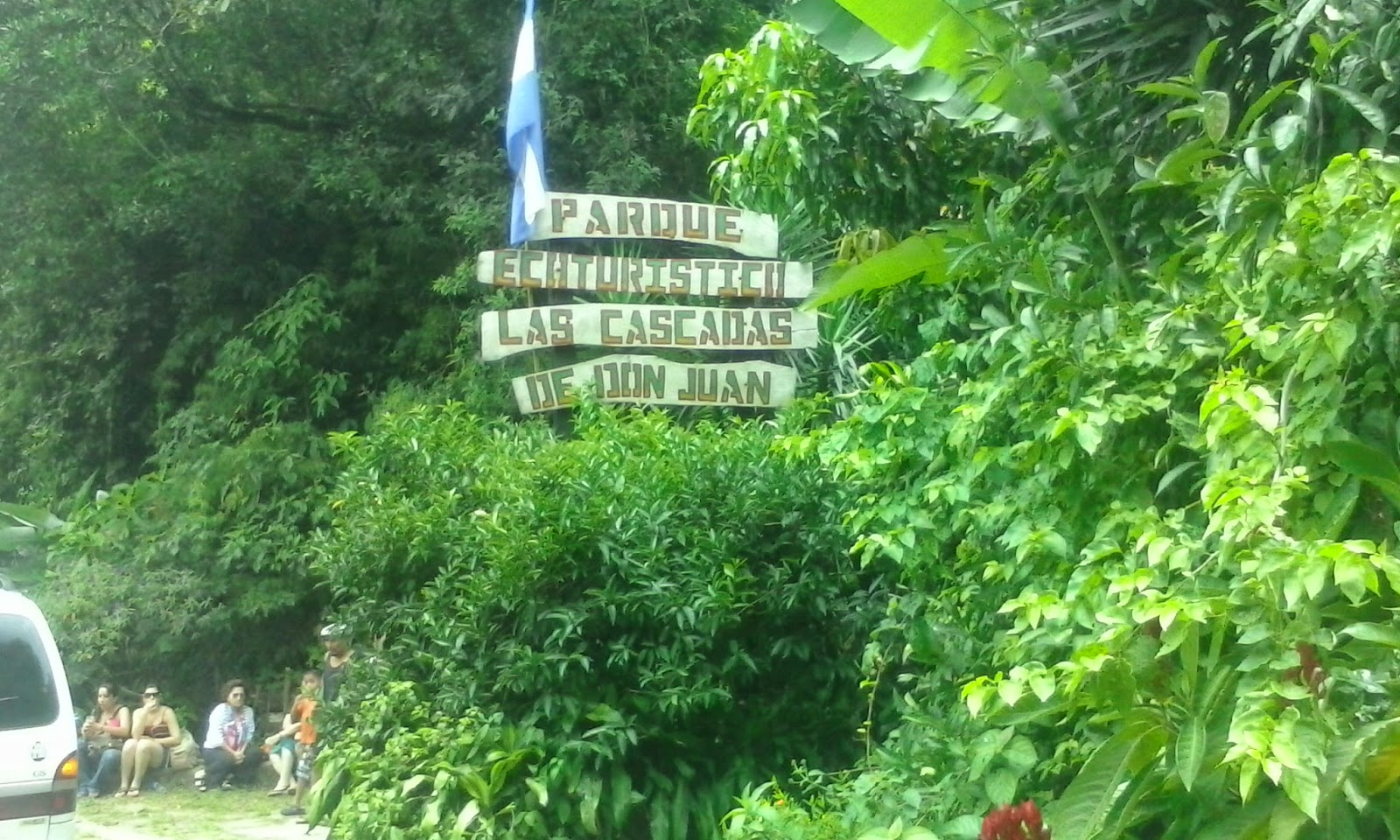
Parque Ecoturístico "Las Cascadas de Don Juan"

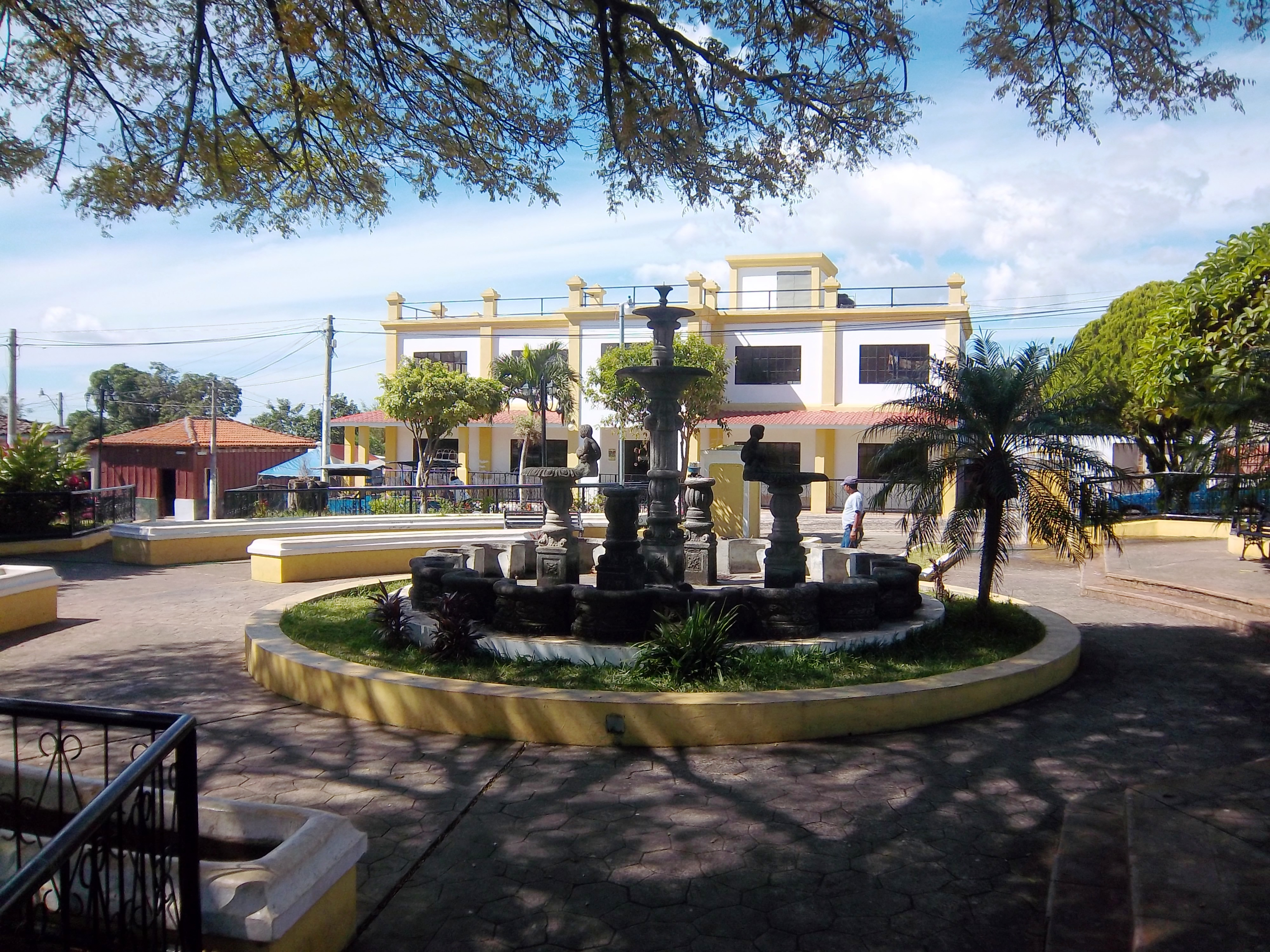
Parque Municipal

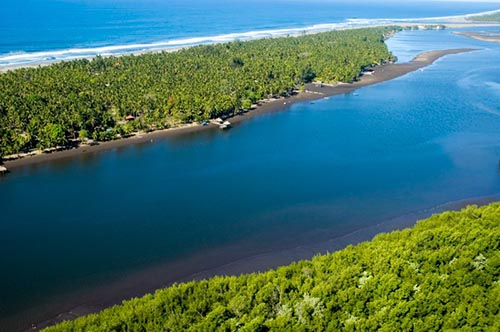
Playa "Barra de Santiago"

## Cultura
Las fiestas patronales se celebran tradicionalmente el 28 de noviembre y son en honor de San Miguel Arcángel. Debido a cambios en el año litúrgico católico la fiesta en la parroquia se hace el 29 de septiembre.